# Atletiek op de Paralympische Zomerspelen 2024 - Kogelstoten mannen F12
Het Kogelstoten voor mannen klasse F12 op de Paralympische Zomerspelen 2024 vond plaats op 31 augustus in het Stade de France. Deze klasse is voor slechtziende atleten zullen over het algemeen enig restzicht hebben, het vermogen om de vorm van een hand op een afstand van 2 meter te herkennen en het vermogen om helder waar te nemen zal niet meer dan 2/60 zijn.  De winnaar van 2020 was Kim López González uit Spanje. Hij werd in 2024 opgevolgd door de Oezbeek Elbek Sultonov, het zilver was voor Volodymyr Ponomarenko uit Oekraïne en zijn landgenoot Roman Danyliuk de bronzen medaille.

## Records
Voorafgaand aan het toernooi waren dit het wereldrecord en het Paralympisch record.
| Wereldrecord        | Spanje Kim López González | 17.04 | Tokio | 28 augustus 2021 |
| Paralympisch record | Spanje Kim López González | 17.04 | Tokio | 28 augustus 2021 |

## Uitslag
| Rang   | Atleet                | Atleet | #1    | #2    | #3    | #4    | #5    | #6    | Resultaat | Bijz. |
| ------ | --------------------- | ------ | ----- | ----- | ----- | ----- | ----- | ----- | --------- | ----- |
| Goud   | Elbek Sultonov        | UZB    | 15.19 | x     | 15.88 | 16.45 | 16.02 | x     | 16.45     |       |
| Zilver | Volodymyr Ponomarenko | UKR    | x     | x     | 12.70 | 16.12 | 16.01 | x     | 16.12     |       |
| Brons  | Roman Danyliuk        | UKR    | 14.41 | 15.17 | 15.18 | 16.11 | 15.54 | 15.56 | 16.11     |       |
| 4      | Kim López González    | ESP    | 14.93 | x     | 15.60 | 15.51 | x     | 15.15 | 15.60     |       |
| 5      | Emils Dzilna          | LAT    | 14.76 | 15.00 | 15.18 | 15.60 | 15.37 | 15.13 | 15.60     |       |
| 6      | Stefan Dimitrijevic   | SRB    | 13.64 | 13.48 | 14.15 | 14.60 | 13.51 | 13.04 | 14.60     |       |
| 7      | Hermanus Blom         | RSA    | x     | x     | 11.60 | x     | 13.16 | x     | 13.16     |       |
| 8      | Héctor Cabrera Llacer | ESP    | 11.96 | 12.92 | 11.64 | 12.18 | 11.22 | 11.91 | 12.92     |       |